# Treat Her Right
Treat Her Right — блюз-группа, сформированная в Бостоне, штат Массачусетс в 1985 году. Группа не имела большого успеха, хотя и считалась самой знаменитой бостонской группой. Пением и сочинением песен занимались все, кроме Билли Конвэя. Шампань и Фитинг изменили состав группы в 2009 году с новыми участниками Стивом Майоном и Билли Бирдом.
К началу 1990 года она распалась, однако сделавший себе в ней имя Марк Сэндмен уже имел в голове образ той музыки, которую собирался играть, позже он назвал её лоу-рок (low-rock). Совместно с ударником Treat Her Right Билли Конвэем он основал Morphine.

## Дискография
- Treat Her Right (1986)
- Tied to the Tracks (1989)
- What’s Good for You (1991)
- The Anthology 1985—1990 (1998)
- The Lost Album (2009)